# Phyllis Hyman
Phyllis Linda Hyman née le 6 juillet 1949 à Philadelphie et morte le 30 juin 1995 à New York, est une chanteuse de soul et de rnb américaine.

## Biographie
Phyllis Hyman gagne le concours de musique organisé par son école et commence sa carrière de chanteuse avec le groupe « New Direction » en 1971.

## Discographie
- 2006 : Love Songs, (Arista)
- 2004 : Platinum & Gold Collection, (Arista)
- 2004 : Ultimate Phyllis Hyman, (Arista)
- 2003 : In Between The Heartaches - The Soul Of A Diva, (UK Expansion Import)
- 2002 :  You Know How to Love Me, (BMG)
- 2001 :  It's About Me : The Soulful Sophistication Of Phyllis Hyman, (Westside)
- 1999 : Phylladelphia: The Gamble-Huff Years, (WestSide)
- 1999 : Master Hits: Phyllis Hyman,  (Arista)
- 1999 : Arista Heritage", (Arista) 1999
- 1998 : Phyllis Hyman featuring The Committee, - Remembered (Roadshow Music )
- 1998 : Forever With You, (Philadelphia Int'l)
- 1998 : One On One, (Hip-O / Universal)
- 1997 : Phyllis Hyman, (Capitol)
- 1996 : Living All Alone, (Indent Series)
- 1996 : Loving You, Losing You: The Classic Balladry Of Phyllis Hyman, (RCA)
- 1996 : The Legacy of Phyllis Hyman, (Arista)
- 1995 : I Refuse to Be Lonely, (Volcano)
- 1994 : The Best Of Phyllis Hyman The Buddah Years, (Sequel Records)
- 1992 : It Takes Style, (Pair) 1992
- 1991 : Prime of My Life, (Philadelphia Int'l)
- 1989 : Under Her Spell: Phyllis Hyman's Greatest Hits, (Arista)
- 1987 : The Sophisticated Lady, (BMG)
- 1987 : Living All Alone, (Philadelphia)
- 1981 : Goddess of Love, (Arista)
- 1981 : Can't We Fall in Love Again, (Arista)
- 1979 : You Know How to Love Me, (Arista)
- 1979 : Somewhere in My Lifetime,  (Buddah Records / Arista Records)
- 1978 : Sing a Song,  (Buddah Records / Kama Sutra)
- 1977 : Phyllis Hyman, (Buddah Records / Capitol)

## Producteurs
Norman Connors, Kenneth Gamble, Thom Bell, Skip Scarborough, James Mtume, Reggie Lucas, Narada Michael Walden, Skip Drinkwater

## Featuring & Compilations
- Norman Connors - "You Are My Starship"
- Michael Henderson
- McCoy Tyner
- Groover Whishinton Jr -"Time Out Of Mind"
- Barry Manilow -"Swing Street" - "Black & Blue"
- The Fish (B.O. de film) - "Magic Mona"
- Fish That Saved Pittsburgh (OST) - "Magic Mona"
- Sophisticated Ladies (OST) -"In a Sentimental Mood" -"
- Jean Carn - "When I Find You Love"
- School Daze (OST) -"Be One"
- More Monty (OST) -"You Know How to Love Me"
- Pharoah Sanders -"Love Will Find A Way"
- Niteflyte -"Niteflyte", (1979)

## Filmographie
- The Kill Reflex, (1989) de Fred Williamson
- School Daze, (1988) (Classe tous rires) de Spike Lee